# Baingoin
Baingoin (chữ Tạng: དཔལ་མགོན་རྫོང་; Wylie: dpal mgon rdzong; ZWPY: Baingoin Zong; tiếng Trung: 班戈县; bính âm: Bāngé Xiàn, Hán Việt: Ban Qua huyện) là một huyện của địa khu Nagqu (Na Khúc), khu tự trị Tây Tạng, Trung Quốc.

### Trấn
- Đức Khánh (德庆镇)
- Phổ Bảo (普保镇)
- Bắc Lạp (北拉镇)
- Giai Quỳnh (佳琼镇)

### Hương
- Môn Đáng (门当乡)
- Bảo Cát (保吉乡)
- Tân Cát (新吉乡)
- Nia Mã (尼玛乡)
- Mã Tiền (马前乡)
- Thanh Long (青龙乡